# 亀屋芳広
亀屋芳広（かめやよしひろ）とは、愛知県名古屋市熱田区に本店のある和菓子店。

## 概要
1949年（昭和24年）6月創業の和菓子店。和菓子に将来性を見出した創業者・花井金造が、親戚にあたる岡崎市の和菓子店・亀屋芳春で修業した後、現在の本店の場所に「亀屋芳広」を開店した。花井金造は熱田で一番の和菓子店という目標を掲げ、リヤカーに饅頭や団子を乗せて売り歩き得意先を増やしていった。1952年（昭和27年）に砂糖の統制が撤廃されると会社は一気に成長し、1961年（昭和36年）に株式会社を設立した。
昭和40年代には東海地方の和菓子研究団体「名和会」の仲間とともに郷土菓子の開発に着手、そこで生み出された「不老柿」は今日では看板商品として定着している。その他にも地域文化発展の願いをこめた銘菓を発売している。1973年（昭和48年）には2号店を瑞穂区に開店（現在の瑞穂店）。以後、路面店に拘って店舗を増やしている。

## 商品
季節菓子
- 塩豆大福
- やわらかサブレ いちえ
- 栗きんとん
- 栗きんとん羊羹
- 栗きんとんモンブラン
- 栗きんとんクリーム大福
- 栗大福
- 和栗ロール
- 栗蒸しまんじゅう
- 栗蒸し羊羹
- 栗パフパフ
- 抹茶パフパフ

和菓子
- カステラ
- 上用饅頭
- 羊羹（抹茶、小倉、大島、栗）
- 尾張大納言羊羹・尾張極上栗羊羹
- 尾張銘菓
  - 不老柿
  - あつたの杜
  - 七里の渡し
  - 二十五丁橋
  - 車楽
  - 有松絞
  - 三久良 米米

洋菓子
- 小倉フィナンシェ
- 窯やきケーキ
- マドレーヌ
- 林檎のソフトガレット
- 栗ショコラ
- 尾張ロール
- 尾張大楠
- 米粉のくっきー ほろっ
- 尾張名古屋らすく
- 樹齢千年
- はちみつバターカステラ
- 和風プリン

## 店舗

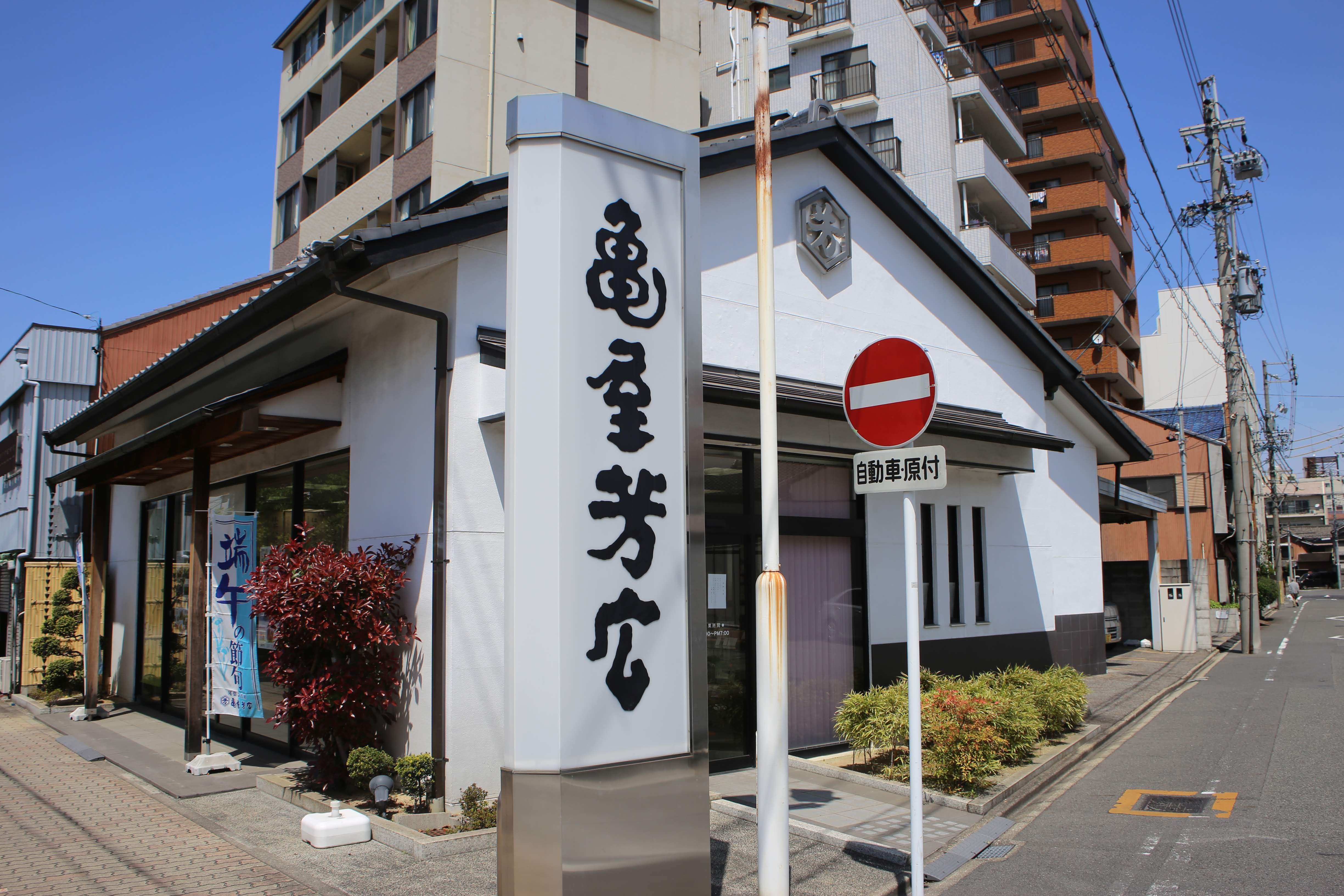
尾頭橋店

- 本店（愛知県名古屋市熱田区）
- 瑞穂店（愛知県名古屋市瑞穂区）
- 春岡店（愛知県名古屋市千種区）
- モール九番店（愛知県名古屋市港区）
- 尾頭橋店（愛知県名古屋市中川区）
- 八田店（愛知県名古屋市中川区）
- 本陣店（愛知県名古屋市中村区）
- 城北店（愛知県名古屋市北区）
- 滝ノ水店（愛知県名古屋市緑区）
- 植田店（愛知県名古屋市天白区）
- 地あみ店（愛知県名古屋市名東区）
- 富木島店（愛知県東海市）
- 大府店（愛知県大府市）
- 日進店（愛知県日進市）
- 長久手店（愛知県長久手市）
- 尾張旭店（愛知県尾張旭市）
- 七宝店（愛知県あま市）